# Hypatopa actes
Hypatopa actes (лат.) — вид мелких молевидных бабочек рода Hypatopa из семейства сумрачные моли (Blastobasidae, Gelechioidea). Эндемик Коста-Рики (Центральная Америка). Длина передних крыльев 4,5 мм. Окраска передних крыльев и скапуса усиков коричневато-оранжевая; задние крылья, скапус усика и хоботок палево-коричневые. Обладает сходством с видом Hypatopa juno, отличаясь от них деталями строения гениталий. Вид был впервые описан в 2013 году американским лепидоптерологом Дэвидом Адамски (David Adamski, Department of Entomology, Национальный музей естественной истории, Смитсоновский институт, Вашингтон). Название вида происходит от старого имени Аттики (Attica).